# Убалино
Убалино — деревня в Альменевском районе Курганской области России. Входит в состав Парамоновского сельсовета.

## География
Деревня находится на юго-западе Курганской области, в пределах южной части Западно-Сибирской равнины, в лесостепной зоне, на северо-восточном берегу озера Убалы, при автодороге 37А-0003, на расстоянии примерно 22 километров (по прямой) к юго-юго-западу (SSW) от села Альменева, административного центра района. Абсолютная высота — 170 метров над уровнем моря.
Климат
Климат характеризуется как континентальный с недостаточным увлажнением, холодной малоснежной зимой и тёплым сухим летом. Средняя многолетняя температура самого холодного месяца (января) составляет −17,7°С, температура самого тёплого (июля) — +25,2°С. Среднегодовое количество осадков — 370—380 мм. Снежный покров держится в течение 150—160 дней в году.

## История
До 1917 года входила в состав Катайской волости Челябинского уезда Оренбургской губернии. По данным на 1926 год состояла из 78 хозяйств. В административном отношении входила в состав Кулсаринского сельсовета Катайского района Челябинского округа Уральской области.
В 2013 году постановлением Правительства Российской Федерации деревня Убалина Альменевского района переименована в Убалино.

## Население
| 1891 | 1900 | 1916 | 1926 | 1989 | 2002 | 2010 |
| ---- | ---- | ---- | ---- | ---- | ---- | ---- |
| 389  | ↘358 | ↗451 | ↘388 | ↘117 | ↗133 | ↘111 |

По данным переписи 1926 года в деревне проживало 388 человек (191 мужчина и 197 женщин), в том числе: башкиры составляли 100 % населения.
Гендерный состав
По данным Всероссийской переписи населения 2010 года в гендерной структуре населения мужчины составляли 45,9 %, женщины — соответственно 54,1 %.
Национальный состав
Согласно результатам Всероссийской переписи населения 2002 года, в национальной структуре населения башкиры составляли 93 %.

## Улицы
Уличная сеть населённого пункта состоит из одной улицы (ул. Аминева).